# Liasis olivaceus
Liasis olivaceus är en ormart som beskrevs av Gray 1842. Liasis olivaceus ingår i släktet Liasis och familjen pytonormar.
Arten förekommer i Australien i delstaterna Northern Territory, Queensland och West Australia. Honor lägger ägg.

## Underarter
Arten delas in i följande underarter:
- L. o. olivaceus
- L. o. barroni